# جيم ويذرسبون
جيم ويذرسبون هو لاعب هوكي الجليد كندي، ولد في 3 أكتوبر 1951 في تورونتو في كندا.

## وصلات خارجية
- جيم ويذرسبون على موقع دوري الهوكي الوطني (الإنجليزية)
- جيم ويذرسبون على موقع قاعة مشاهير الهوكي (لاعب أن.إتش.أل) (الإنجليزية)
- جيم ويذرسبون على موقع EliteProspects.com (الإنجليزية)
- جيم ويذرسبون على موقع HockeyDB.com (الإنجليزية)
- جيم ويذرسبون على موقع Hockey-Reference.com (الإنجليزية)